# 太原美和居自行车队
太原美和居自行车队（UCI隊碼：TMC），是一支中国公路自行车队，成立于2019年，在国际自行车联盟级別中属亚洲洲际车队。
该车队于2021年赛季结束后解散。

## 队员名单

### 2020年
|        | 車手                 | 出生日期       |
| ------ | -------------------- | -------------- |
| 希腊   | 乔治·宝格拉斯        | 1990年11月17日 |
| 乌拉圭 | 法布里西奥·法拉利    | 1985年6月3日   |
| 中国   | 弓文凯               | 1998年1月14日  |
| 中国   | 焦宇宁               | 2000年9月7日   |
| 中国   | 李宏海               | 2000年5月6日   |
| 荷兰   | 安得雷·路伊          | 1995年5月25日  |
| 荷兰   | 耶罗恩·梅耶尔斯      | 1993年1月12日  |
| 西班牙 | 艾德加·诺哈莱斯·涅托 | 1986年7月28日  |

|        | 車手              | 出生日期      |
| ------ | ----------------- | ------------- |
| 菲律宾 | 多明尼克·佩雷斯   | 1994年10月1日 |
| 乌克兰 | 亚历山大·波罗沃达 | 1987年3月31日 |
| 中国   | 王彪              | 1999年8月12日 |
| 中国   | 王博超            | 2000年8月27日 |
| 中国   | 杨巍              | 1997年8月12日 |
| 中国   | 要承伟            | 1996年7月29日 |
| 中国   | 智仁东            | 1995年9月21日 |

- 闫帅杰于2020年3月退出。

### 2019年
|            | 車手            | 出生日期              |
| ---------- | --------------- | --------------------- |
| 荷兰       | 蒂姆·阿里森     | 1994年3月20日（25歲） |
| 斯洛文尼亚 | 马泰·德利诺维策 | 1991年8月16日（28歲） |
| 中国       | 弓文凯          | 1998年1月14日（21歲） |
| 中国       | 焦宇宁          | 2000年9月07日（19歲） |
| 伊朗       | 阿米尔·克拉杜   | 1993年1月07日（26歲） |
| 荷兰       | 安得雷·路伊     | 1995年5月25日（24歲） |
| 荷兰       | 耶罗恩·梅耶尔斯 | 1993年1月12日（26歲） |

|        | 車手                 | 出生日期              |
| ------ | -------------------- | --------------------- |
| 西班牙 | 艾德加·诺哈莱斯·涅托 | 1986年7月28日（33歲） |
| 泰国   | 塔那蓬·斯南乃丰      | 1996年9月23日（23歲） |
| 中国   | 王彪                 | 1999年8月12日（20歲） |
| 中国   | 王博超               | 2000年8月27日（19歲） |
| 中国   | 闫帅杰               | 1997年1月30日（22歲） |
| 中国   | 杨巍                 | 1997年8月12日（22歲） |
| 中国   | 智仁东               | 1995年9月21日（24歲） |

- 阿米尔于2019年6月25日起加入。
- 王博超于2019年7月11日起加入。
- 王彪于2019年7月29日起加入。
- 陈宇键、董永龙、李栋梁、李帅、乔佳坤及王亚东于2019年7月退出。
- 德利诺维策于2019年9月10日起加入。
- 斯南乃丰于2019年9月11日起加入。

## 主要胜出赛事
2019年
环菲律宾自行车赛总成绩（耶罗恩·梅耶尔斯）
第1赛段（耶罗恩·梅耶尔斯）
环印尼自行车赛第2赛段（耶罗恩·梅耶尔斯）
环邢台自行车赛第1赛段（阿米尔·克拉杜哈吉）
环中国自行车赛（一）总成绩（耶罗恩·梅耶尔斯）
第4赛段（耶罗恩·梅耶尔斯）